# Gert Frank
Gert Frank   (Hobro, 15 de març de 1956 - 19 de gener de 2019) va ser un ciclista danès, professional entre 1976 i 1988. Va destacar sobretot amb el ciclisme en pista, on va aconseguir vint victòries en curses de sis dies. En ruta el seu principal èxit fou la medalla de bronze als Jocs Olímpics de Mont-real de 1976.

## Palmarès en pista
- 1977
  -  Campió de Dinamarca de persecució
  - 1r als Sis dies de Herning (amb René Pijnen)
- 1979
  -  Campió de Dinamarca de persecució
  - 1r als Sis dies de Herning (amb René Pijnen)
  - 1r als Sis dies de Copenhaguen (amb René Pijnen)
- 1980
  -  Campió de Dinamarca d'Òmnium
  - 1r als Sis dies de Herning (amb Patrick Sercu)
- 1981
  - Campió d'Europa de Madison (amb Hans-Henrik Ørsted)
  - 1r als Sis dies de Herning (amb Hans-Henrik Ørsted)
  - 1r als Sis dies de Dortmund (amb Hans-Henrik Ørsted)
  - 1r als Sis dies de Gant (amb Patrick Sercu)
  - 1r als Sis dies de Münster (amb René Pijnen)
- 1982
  - Campió d'Europa en Òmnium Endurance
  - 1r als Sis dies de Grenoble (amb Bernard Vallet)
  - 1r als Sis dies de Madrid (amb Avelino Perea)
- 1983
  - Campió d'Europa de Madison (amb Hans-Henrik Ørsted)
  - 1r als Sis dies de Herning (amb Hans-Henrik Ørsted)
  - 1r als Sis dies de Copenhaguen (amb Patrick Sercu)
- 1984
  - Campió d'Europa de derny
  - 1r als Sis dies de Gant (amb Hans-Henrik Ørsted)
  - 1r als Sis dies de Grenoble (amb Bernard Vallet)
  - 1r als Sis dies de Múnic (amb Hans-Henrik Ørsted)
  - 1r als Sis dies de París (amb Bernard Vallet)
  - 1r als Sis dies de Stuttgart (amb Gregor Braun)
- 1985
  - Campió d'Europa de Madison (amb René Pijnen)
  - 1r als Sis dies de Copenhaguen (amb Hans-Henrik Ørsted)
  - 1r als Sis dies de Zuric (amb René Pijnen)
- 1986
  - 1r als Sis dies de Stuttgart (amb René Pijnen)

## Palmarès en ruta
- 1976
  -  Medalla de bronze als Jocs Olímpics de Mont-real en contrarellotge per equips (amb Jørn Lund, Verner Blaudzun i Jørgen Hansen)